# Рагбі (школа)
Школа Рагбі (Регбі) (англ. Rugby School) — британська публічна школа, яка є головною пам'яткою однойменного міста в графстві Ворикшир. У школі навчається близько 830 хлопчиків віком від 11 до 18 років. Також у школі навчаються і дівчатка.
Заснована в 1567 коштом місцевого купця Лоуренса Шериффа, який сколотив капітал на поставках овочів для королівського двору. Шеріфф розраховував, що це буде безкоштовна школа для хлопчиків із навколишніх селищ. До 1667 відомості про установу вкрай уривчасті, довгий час його розвитку заважали судові позови між піклувальниками.
Зліт репутації школи в Рагбі припадає на початок XIX століття. Основна заслуга в цьому належить Томасу Арнольду (директор у 1828—1842), який спробував зробити Рагбі основним конкурентом Ітонського коледжу — наймоднішу школу Британії. При Арнольді наголос зроблено на прищепленні хлопчикам християнських цінностей та атлетичної фізичної підготовки. Заохочувалися командні ігри, включаючи названу іменем школи гру регбі. Біля стін школи височіє пам'ятник творцю цієї гри Вільяму Елліс. Арнольдівська модель публічної школи у вікторіанську епоху стала канонічною та була перенесена на інші закриті навчальні заклади такого типу.

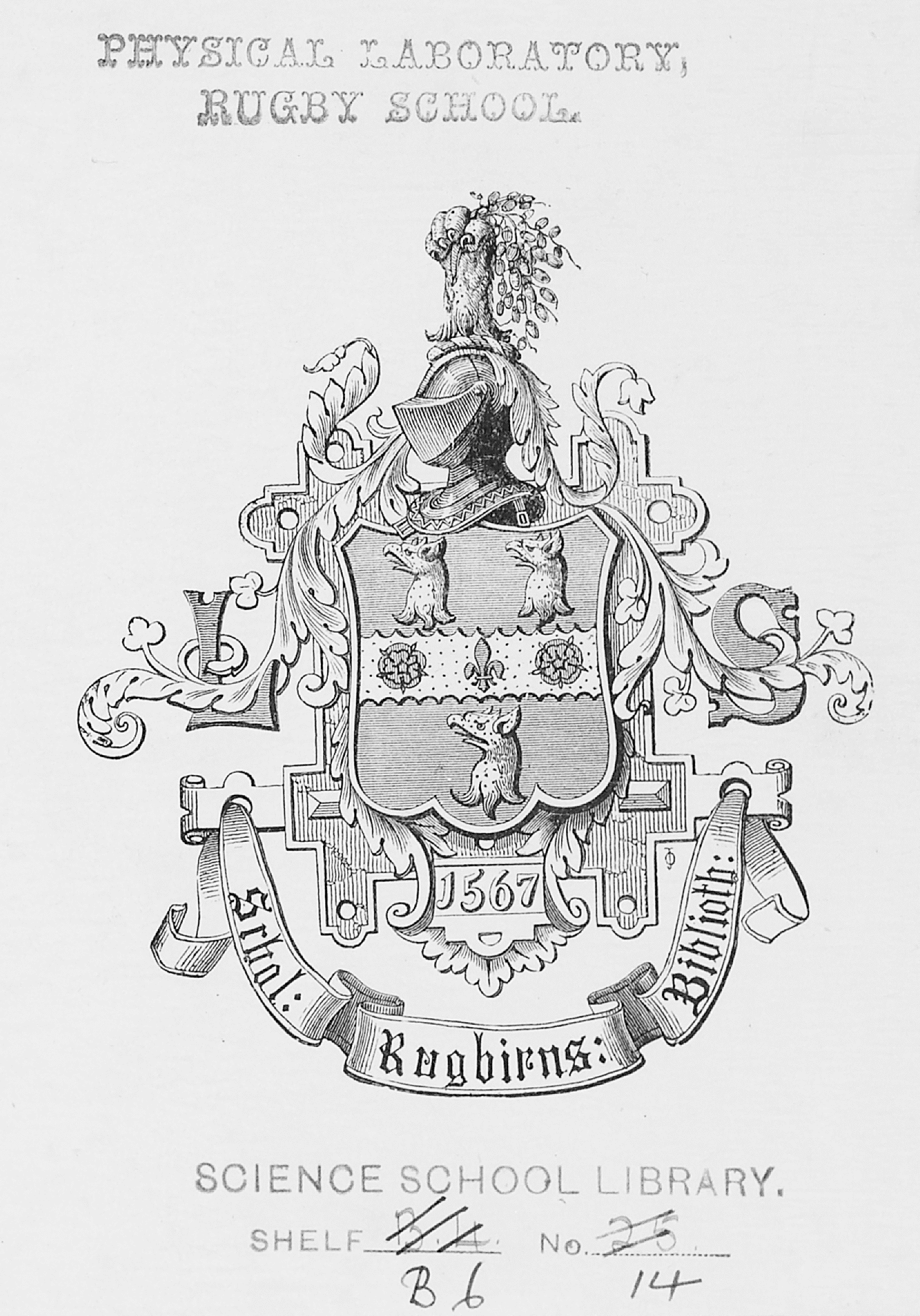
Екслібрис школи Рагбі. З фондів Європейської бібліотеки інформації та культури

Ядро шкільного кампусу становить георгіанська забудова. Будівництво головної будівлі закінчено у 1815. Під кінець вікторіанської епохи добудову шкільного комплексу займався відомий майстер неоготики Вільям Баттерфільд.

## У літературі
- У Рагбі арнольдівського періоду відбувається дія автобіографічного роману Томаса Х'юза «Шкільні роки Тома Брауна» (1857).